# Maison de retraite Ferrari

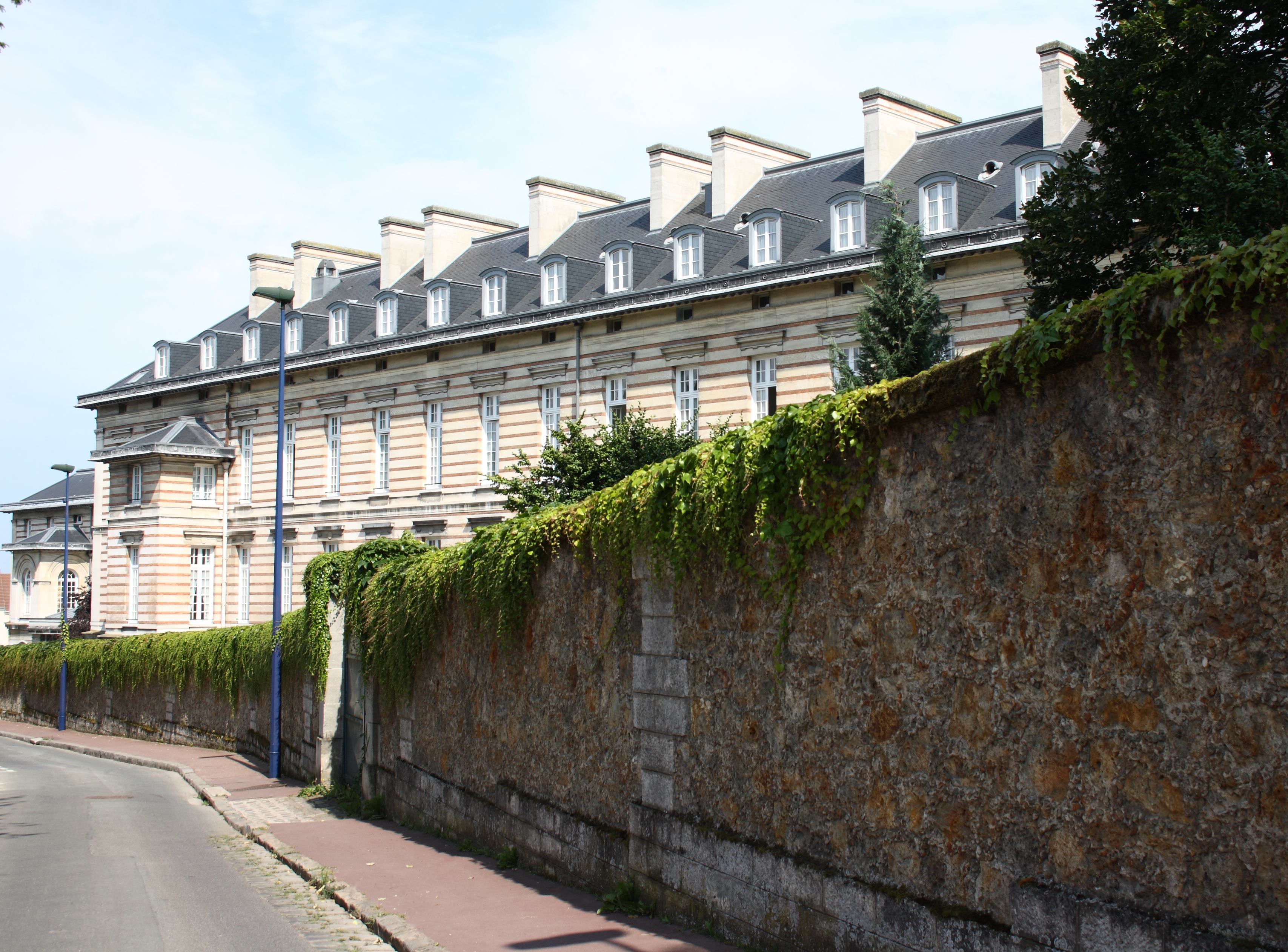
Maison de retraite Ferrari in Clamart

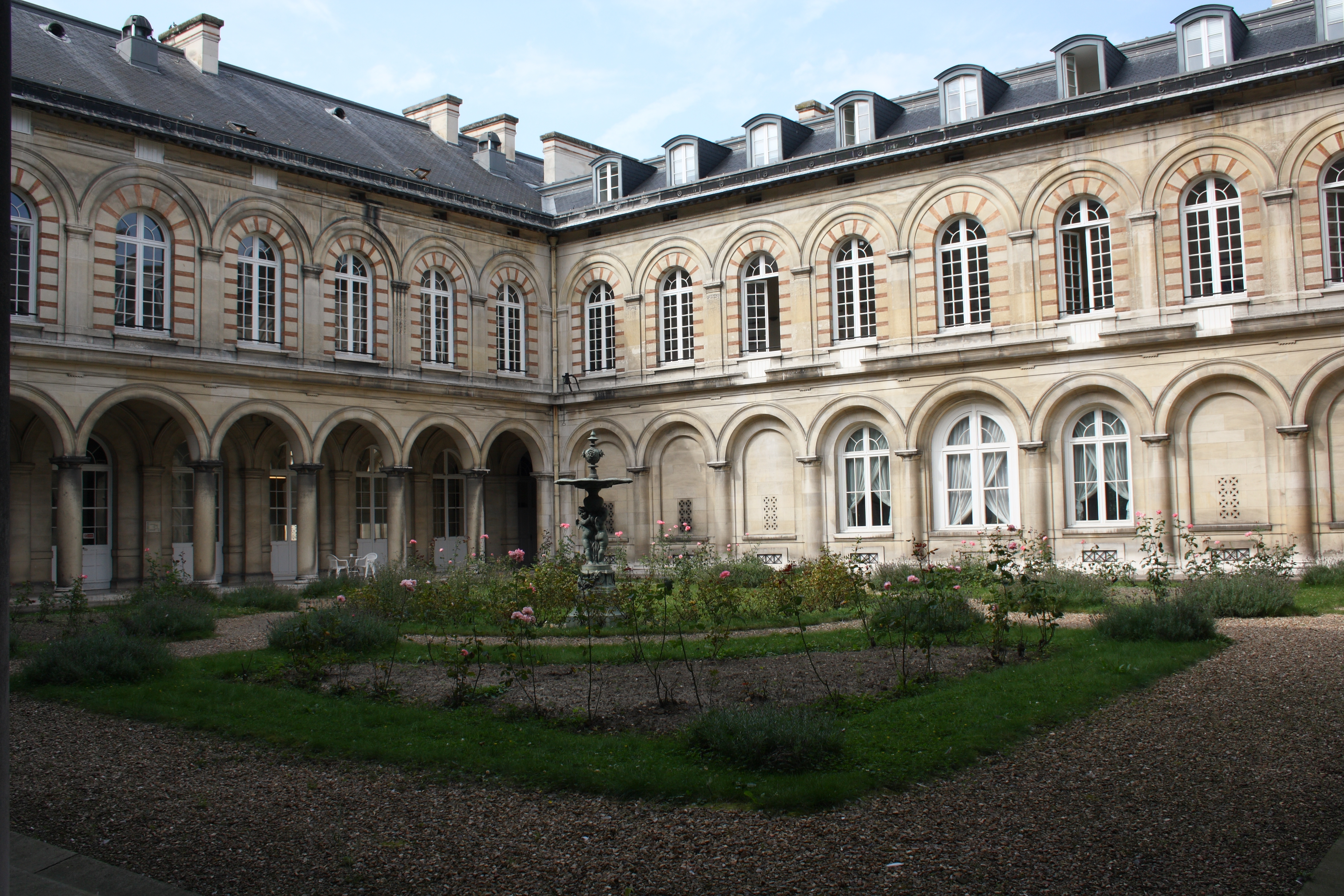
Innenhof

Das Altenheim Maison de retraite Ferrari  in Clamart, einer Stadt im Département Hauts-de-Seine in der französischen Region Île-de-France, wurde 1878 von der Herzogin von Galliera, Maria Brignole Sale De Ferrari, gegründet. Das von dem Architekten Léon Ginain errichtete Gebäude mit einer Wohnfläche von 11.000 m² ist in einen zwei Hektar großen Park eingebettet und beherbergt über 150 Bewohner. Seit 2009 steht die Einrichtung unter der Leitung des französischen Zweigs des Malteserordens (Ordre de Malte France). Im Jahr 1983 wurde das Gebäude als Monument historique in die Liste der französischen Baudenkmäler (Base Mérimée) aufgenommen.

## Architektur

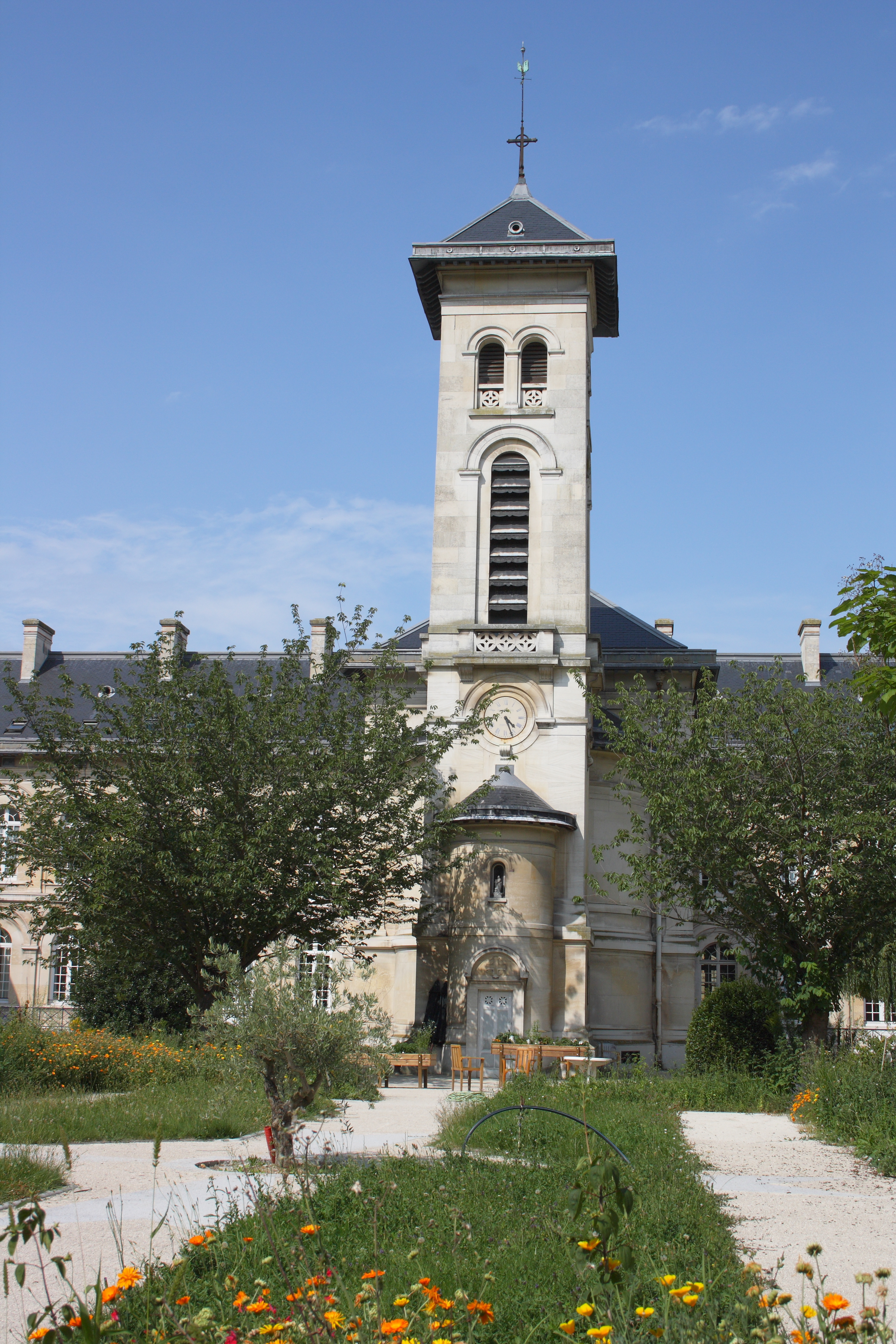
Glockenturm der Kapelle

Das Gebäude besitzt drei große Flügel, die hufeisenförmig angelegt sind und den Park umschließen. Drei weitere Gebäude umrahmen mit dem Hauptgebäude einen quadratischen Hof. 
In der Mitte des Hauptgebäudes befindet sich die einschiffige, in drei Joche gegliederte Kapelle. Sechs hohe Rundbogenfenster beleuchten den Innenraum, der in eine halbrunde Apsis mündet. An diese schließt sich ein schlanker Glockenturm an, durch den ein Durchgang zum Garten führt. 
In der ehemaligen Wäscherei ist heute eine Mediathek eingerichtet.